# Wełko Jotow
Wełko Nikołajew Jotow (ur. 26 sierpnia 1970 w Sofii) – bułgarski piłkarz, występujący na pozycji napastnika lub ofensywnego pomocnika.

## Kariera piłkarska
Jest wychowankiem Lewskiego Sofia, w którego dorosłym zespole występował przez pięć sezonów. Kiedy w 1993 roku wyjeżdżał za granicę, do Hiszpanii, miał na swoim koncie dwa tytuły mistrza oraz dwa Puchary kraju.
Pierwszy sezon spędzony w Espanyolu Barcelona był udany: zawodnik w dwudziestu sześciu spotkaniach ligowych strzelił trzynaście goli, a klub wywalczył awans do Primera División, w której w kolejnych rozgrywkach zajął wysokie, szóste miejsce.
Wysoka forma Jotowa zaowocowała powołaniem do reprezentacji Bułgarii na Mundial 1994. Drużyna narodowa, prowadzona przez Dimityra Penewa, doszła do półfinału turnieju, jednak Jotow był tylko rezerwowym. Łącznie w latach 1991–1995 wystąpił w siedmiu meczach kadry.
Po zakończeniu mistrzostw opuścił Europę i do końca swojej kariery grał w klubach z Ameryki Północnej i Południowej.

## Sukcesy piłkarskie
- mistrzostwo Bułgarii 1988 i 1993 oraz Puchar Bułgarii 1991 i 1992 z Lewskim Sofia
- awans do Primera División w sezonie 1993–1994 z Espanyolem Barcelona